# The Stunned Guys
Pour les articles homonymes, voir Monopoli (homonymie).
The Stunned Guys est un groupe (one man band) italien de mainstream hardcore. Le groupe est le fondateur du label Traxtorm Records. The Stunned Guys se compose initialement de trois membres, dont DJ Buby qui annonce son départ à la fin des années 1990, et Gianluca Rossi, qui annonce son départ le 8 avril 2009. Désormais, seul Massimiliano Monopoli (né le 20 janvier 1977) produit sous ce nom.
Gianluca Rossi produit désormais en solo sous le nom de Giangy.

## Histoire

### Origines et débuts
Massimiliano Monopoli commence sa carrière en 1987, et son partenaire de groupe, Gianluca Rossi, en 1991. Tous deux tentent de se faire connaître aux alentours de 1992 et 1993, en envoyant des cassettes démo aux principaux labels discographiques néerlandais axés techno hardcore, sans réponse,. Pendant cette période, Monopoli est étudiant à l'université et travaille à mi-temps comme ingénieur-son dans un petit studio d'enregistrement à Milan, en Italie, tandis que Rossi est résident du club Number One. Ils décident d'emprunter le nom de The Stunned Guys, trouvé par DJ Buby, l'un des membres initiaux du groupe, qui annonce son départ à la fin des années 1990, alors qu'il proposait des démos au label Mid-Town. Paul Elstak, quasi inconnu à cette époque, leur propose de venir les rencontrer dans son studio à Rotterdam, aux Pays-Bas, et de les signer au label Rotterdam Records. 
Le groupe se popularise progressivement dans la scène underground, et décide de lancer son propre label discographique indépendant, Traxtorm Records, en 1995,. À cette période, certains de leurs morceaux sortent sous le pseudonyme Da Beatblower, qui popularisent la série de compilations Always Hardcore. Ce sont des morceaux tels que Army of Hardcore (avec Neophyte), Thrillseeka (avec Paul Elstak), et Revolution 909, qui les popularisent. Ils retournent en Italie quelques années plus tard, et commencent à produire d'autres artistes italiens. Ils sont désormais reconnus comme l'un des groupes majeurs de la scène hardcore à l'international, et sont toujours à la tête de Traxtorm, devenu une référence grâce à des artistes et groupes, respectivement, comme DJ Mad Dog, Amnesys, Tommyknocker, Nico e Tetta, et Art of Fighters.

### Depuis les années 2000
Au début des années 2000, The Stunned Guys se présent pour un cours mixset à l'émission espagnole Música sí, diffusée sur TVE. En 2007, le groupe fait paraître un mix aux côtés de DJ Pavo dans l'album 3XHARD3R Chapter 3 accueilli par une note de 82 sur 100 sur Partyflock. La même année, il participe à l'album A Nightmare Outdoor 2007 - The Live DJ Sets, accueilli par une note de 83/100 sur Partyflock. En avril 2009, après plus de seize années de collaboration, Gianluca Rossi quitte le groupe, mais Massimiliano garde le nom du groupe, et continue de composer en solo. 
Le 26 juin 2014, il fait paraître un nouvel EP intitulé Shock the Audience. The Stunned Guys participent du 23 au 25 juin 2017 au festival Defqon.1 ainsi qu'au Tomorrowland.